# Marvdasht
Marvdasht (persiska مرودشت) är en stad i södra Iran. Den ligger nordost om Shiraz i provinsen Fars och har cirka 150 000 invånare. Staden är administrativt centrum för delprovinsen (shahrestan) Marvdasht.